# 篠田統
篠田 統（しのだ おさむ、1899年9月21日 - 1978年8月10日）は、日本の食物史学者。東アジア食物史の開拓者として知られる。栄養生理学から食物史研究に転じた。
大阪府出身。1923年京都帝国大学理学部化学科卒業、同大学院動物学科に入学。1926年から1928年までユトレヒト大学（オランダ）、ミュンヘン大学（ドイツ）、ナポリ水族館（イタリア）に留学。1928年ユトレヒト大学から学位授与。1929年、京都帝大講師、同年「昆虫の腸の分泌に就て」で京大理学博士。1938年、関東軍防疫技師として従軍し、1940年には北支軍軍医部所属として昆虫防疫に従事。1945年8月まで北京衛生試験所技師を勤め、同年12月に引き揚げた。1948年、大阪学芸大学教授（後に校名変更により大阪教育大学教授）。1965年定年退官、名誉教授。
戦後、731部隊との関連が指摘された。

## 著書
- 『米と日本人』角川新書 1961
- 『すしの本』柴田書店 1966　岩波現代文庫、2002
- 『米の文化史』社会思想社 1970
- 『中国食物史』柴田書店 1974
- 『暮しの知恵 考える生活科学』玉川大学出版部 玉川選書 1978
- 『すしの話』駸々堂ユニコンカラー双書 1978
- 『中国食物史の研究』八坂書房 1978
- 『風俗古今東西 民衆生活ノート』社会思想社 1979

### 共編著
- 『家政学序説』長崎多美子共著 化学同人 生活科学シリーズ 1968
- 『中国食経叢書 中国古今食物料理資料集成』田中静一共編著 書籍文物流通会 1972
- 『食物誌』石毛直道,大塚滋共著 中公新書 1975
- 『日本の文様 21 五穀・果実』応地利明,小南一郎,河原正彦,榊原吉郎共著 光琳社出版 1975
- 『豆腐の話』秋山十三子共著 駸々堂ユニコンカラー双書 1976
- 『ごはんの話』後藤金吉共著 駸々堂ユニコンカラー双書 1977
- 『学問の世界 碩学に聞く 上』聞き手 加藤秀俊＋小松左京 講談社現代新書 1978

## 論文
- Cinii